# Garden City (Texas)
Garden City è un census-designated place degli Stati Uniti d'America situato nella contea di Glasscock (di cui è capoluogo) dello Stato del Texas.
Si trova vicino al centro della contea, circa 27 miglia a sud di Big Spring. Al censimento del 2010, aveva una popolazione di 334 persone. Il codice postale è 79739.